# Unibet Tietema Rockets
Unibet Tietema Rockets (Kod UCI: RKT) – francuska (do 2024 holenderska) grupa kolarska należąca do dywizji UCI Professional Continental Teams. Drużyna powstała w 2023 i w pierwszym sezonie występowała jako UCI Continental Team.

## Nazwa grupy w poszczególnych latach
| lata      | nazwa                  |
| --------- | ---------------------- |
| 2023–2024 | TDT-Unibet             |
| od 2025   | Unibet Tietema Rockets |

## Sezony

### 2025

#### Skład
| Skład drużyny 2025          | Skład drużyny 2025   | Skład drużyny 2025 | Skład drużyny 2025                               |
| Imię i nazwisko             | Data urodzenia       | Państwo            | Poprzednia grupa                                 |
| --------------------------- | -------------------- | ------------------ | ------------------------------------------------ |
| Joren Bloem                 | 21 grudnia 1999      | Holandia           | À Bloc CT (2022)                                 |
| Davide Bomboi               | 27 marca 2000        | Belgia             | Elevate p/b Home Solution Soenens (2022)         |
| Martijn Budding             | 31 sierpnia 1995     | Holandia           | Riwal Cycling Team (2022)                        |
| Giovanni Carboni            | 31 sierpnia 1995     | Włochy             | JCLTeam Ukyo (2024)                              |
| Cedrik Bakke Christophersen | 11 grudnia 2001      | Norwegia           | Team Coop-Repsol (2023)                          |
| Hartthijs de Vries          | 11 lipca 1996        | Holandia           | Metec-Solarwatt p/b Mantel (2022)                |
| Odd Christian Eiking        | 28 grudnia 1994      | Norwegia           | Uno-X Mobility (2024)                            |
| Owen Geleijn                | 14 stycznia 2001     | Holandia           | Jumbo-Visma Development Team (2023)              |
| Axel Huens                  | 5 września 2001      | Francja            | Circus-Re Uz-Technord (2023)                     |
| Baptiste Huyet              | 6 lipca 2000         | Francja            | Bourg-en-Bresse Ain Cyclisme (2023)              |
| Kevin Inkelaar              | 8 lipca 1997         | Holandia           | Leopard Pro Cycling (2022)                       |
| Jelle Johannink             | 22 października 1996 | Holandia           | À Bloc CT (2023)                                 |
| Tomáš Kopecký               | 8 kwietnia 2000      | Czechy             | À Bloc CT (2022)                                 |
| Lukáš Kubiš                 | 31 stycznia 2000     | Słowacja           | Elkov-Kasper (2024)                              |
| Zeb Kyffin                  | 23 lutego 1998       | Wielka Brytania    | Saint Piran (2023)                               |
| Lander Loockx               | 25 kwietnia 1997     | Belgia             | Team Deschacht-Group Hens-Containers Maes (2023) |
| Adrien Maire                | 17 listopada 2000    | Francja            | AVC Aix-en-Provence (2023)                       |
| Sergio Meris                | 10 marca 2001        | Włochy             | MBH Bank Colpack Ballan (2024)                   |
| Wessel Mouris               | 30 grudnia 2002      | Holandia           | Metec-Solarwatt p/b Mantel (2024)                |
| Sebastian Nielsen           | 27 sierpnia 2000     | Dania              | ColoQuick (2023)                                 |
| Charles Paige               | 7 lipca 2001         | Wielka Brytania    | Bourg-en-Bresse Ain Cyclisme (2023)              |
| Abram Stockman              | 31 lipca 1996        | Belgia             | Saris Rouvy Sauerland Team (2022)                |
| Andreas Stokbro             | 8 kwietnia 1997      | Dania              | Leopard TOGT Pro Cycling (2023)                  |
| Adam Ťoupalík               | 9 maja 1996          | Czechy             | Elkov-Kasper (2023)                              |
| Killian Verschuren          | 20 października 2002 | Francja            | Decathlon AG2R La Mondiale Development (2024)    |
|                             |                      |                    |                                                  |
| Źródło: ProCyclingStats     |                      |                    |                                                  |

#### Zwycięstwa
| Zwycięstwa | Zwycięstwa                           | Zwycięstwa | Zwycięstwa | Zwycięstwa    | Zwycięstwa |
| Data       | Wyścig                               | Państwo    | Kategoria  | Zwycięzca     |            |
| ---------- | ------------------------------------ | ---------- | ---------- | ------------- | ---------- |
| 23 mar     | Cholet-Pays de la Loire              | Francja    | 1.1        | Lukáš Kubiš   |            |
| 2 kwi      | Paryż-Camembert                      | Francja    | 1.1        | Lander Loockx |            |
| 5 kwi      | Tour of Greece, 4. etap              | Grecja     | 2.1        | Adrien Maire  |            |
| 29 cze     | Mistrzostwa Słowacji – start wspólny | Słowacja   | CN         | Lukáš Kubiš   |            |

### 2024

#### Skład
| Skład drużyny 2024          | Skład drużyny 2024   | Skład drużyny 2024 | Skład drużyny 2024                               |
| Imię i nazwisko             | Data urodzenia       | Państwo            | Poprzednia grupa                                 |
| --------------------------- | -------------------- | ------------------ | ------------------------------------------------ |
| Joren Bloem                 | 21 grudnia 1999      | Holandia           | À Bloc CT (2022)                                 |
| Davide Bomboi               | 27 marca 2000        | Belgia             | Elevate p/b Home Solution Soenens (2022)         |
| Jordy Bouts                 | 8 sierpnia 1996      | Belgia             | BEAT Cycling (2022)                              |
| Martijn Budding             | 31 sierpnia 1995     | Holandia           | Riwal Cycling Team (2022)                        |
| Hartthijs de Vries          | 11 lipca 1996        | Holandia           | Metec-Solarwatt p/b Mantel (2022)                |
| Owen Geleijn                | 14 stycznia 2001     | Holandia           | Jumbo-Visma Development Team (2023)              |
| Tomáš Kopecký               | 8 kwietnia 2000      | Czechy             | À Bloc CT (2022)                                 |
| Lander Loockx               | 25 kwietnia 1997     | Belgia             | Team Deschacht-Group Hens-Containers Maes (2023) |
| Nicklas Amdi Pedersen       | 3 sierpnia 1993      | Dania              | ColoQuick (2023)                                 |
| Abram Stockman              | 31 lipca 1996        | Belgia             | Saris Rouvy Sauerland Team (2022)                |
| Andreas Stokbro             | 8 kwietnia 1997      | Dania              | Leopard TOGT Pro Cycling (2023)                  |
| Adam Ťoupalík               | 9 maja 1996          | Czechy             | Elkov-Kasper (2023)                              |
| Charles Paige               | 7 lipca 2001         | Wielka Brytania    | Bourg-en-Bresse Ain Cyclisme (2023)              |
| Axel Huens                  | 5 września 2001      | Francja            | Circus-Re Uz-Technord (2023)                     |
| Cedrik Bakke Christophersen | 11 grudnia 2001      | Norwegia           | Team Coop-Repsol (2023)                          |
| Sebastian Nielsen           | 27 sierpnia 2000     | Dania              | ColoQuick (2023)                                 |
| Baptiste Huyet              | 6 lipca 2000         | Francja            | Bourg-en-Bresse Ain Cyclisme (2023)              |
| Jelle Johannink             | 22 października 1996 | Holandia           | À Bloc CT (2023)                                 |
| Adrien Maire                | 17 listopada 2000    | Francja            | AVC Aix-en-Provence (2023)                       |
| Zeb Kyffin                  | 23 lutego 1998       | Wielka Brytania    | Saint Piran (2023)                               |
| Kevin Inkelaar              | 8 lipca 1997         | Holandia           | Leopard Pro Cycling (2022)                       |
|                             |                      |                    |                                                  |
| Źródło: ProCyclingStats     |                      |                    |                                                  |

#### Zwycięstwa
| Zwycięstwa      | Zwycięstwa                                       | Zwycięstwa | Zwycięstwa | Zwycięstwa            | Zwycięstwa |
| Data            | Wyścig                                           | Państwo    | Kategoria  | Zwycięzca             |            |
| --------------- | ------------------------------------------------ | ---------- | ---------- | --------------------- | ---------- |
| 11 lut          | Tour of Antalya, 4. etap                         | Turcja     | 2.1        | Hartthijs de Vries    |            |
| 2 mar           | Ster van Zwolle                                  | Holandia   | 1.2        | Nicklas Amdi Pedersen |            |
| 16 cze          | Oberösterreich Rundfahrt, 3. etap                | Austria    | 2.2        | Adrien Maire          |            |
| 16 czerwca 2024 | Oberösterreich Rundfahrt, klasyfikacja generalna | Austria    | 2.2        | Adrien Maire          |            |

### 2023

#### Skład
| Skład drużyny 2023           | Skład drużyny 2023   | Skład drużyny 2023 | Skład drużyny 2023                               |
| Imię i nazwisko              | Data urodzenia       | Państwo            | Poprzednia grupa                                 |
| ---------------------------- | -------------------- | ------------------ | ------------------------------------------------ |
| Joren Bloem                  | 21 grudnia 1999      | Holandia           | À Bloc CT (2022)                                 |
| Davide Bomboi                | 27 marca 2000        | Belgia             | Elevate p/b Home Solution Soenens (2022)         |
| Jordy Bouts                  | 8 sierpnia 1996      | Belgia             | BEAT Cycling (2022)                              |
| Martijn Budding              | 31 sierpnia 1995     | Holandia           | Riwal Cycling Team (2022)                        |
| Hartthijs de Vries           | 11 lipca 1996        | Holandia           | Metec-Solarwatt p/b Mantel (2022)                |
| Kevin Inkelaar               | 8 lipca 1997         | Holandia           | Leopard Pro Cycling (2022)                       |
| Tomáš Kopecký                | 8 kwietnia 2000      | Czechy             | À Bloc CT (2022)                                 |
| Abram Stockman               | 31 lipca 1996        | Belgia             | Saris Rouvy Sauerland Team (2022)                |
| Harry Tanfield               | 17 listopada 1994    | Wielka Brytania    | Ribble Weldtite Pro Cycling (2022)               |
| Bas Tietema                  | 29 stycznia 1995     | Holandia           | Bingoal Pauwels Sauces WB (2022)                 |
| Wouter Toussaint             | 23 marca 2004        | Holandia           | Watersley R&D Cycling Team (2022)                |
| Yentl Vandevelde             | 21 października 2000 | Belgia             | Minerva Cycling Team (2022)                      |
| Lander Loockx (1 paź–31 gru) | 25 kwietnia 1997     | Belgia             | Team Deschacht-Group Hens-Containers Maes (2023) |
|                              |                      |                    |                                                  |
| Źródło: ProCyclingStats      |                      |                    |                                                  |

#### Zwycięstwa
| Zwycięstwa    | Zwycięstwa                                  | Zwycięstwa | Zwycięstwa | Zwycięstwa         | Zwycięstwa |
| Data          | Wyścig                                      | Państwo    | Kategoria  | Zwycięzca          |            |
| ------------- | ------------------------------------------- | ---------- | ---------- | ------------------ | ---------- |
| 8 cze         | ZLM Tour, 1. etap                           | Holandia   | 2.Pro      | Yentl Vandevelde   |            |
| 30 lip        | Kreiz Breizh Elites, 3. etap                | Francja    | 2.2        | Tomáš Kopecký      |            |
| 31 lipca 2023 | Kreiz Breizh Elites, klasyfikacja generalna | Francja    | 2.2        | Hartthijs de Vries |            |